# Nankaidō

Nankaidō.

Le Nankaidō (南海道), littéralement « route de la mer du Sud », est un terme japonais désignant à la fois une ancienne division du pays et la route principale qui la traverse. La route relie les capitales provinciales (kokufu) de cette région. C'est l'une des Gokishichidō.
Le Nankaidō englobe les terres provinciales pre-Meiji de Kii et Awaji, plus les quatre provinces qui constituent l'île de Shikoku : Awa, Sanuki, Tosa et Iyo.
La route s'étend de Nara à la côte au sud de la péninsule de Kii de l'île de Honshū puis traverse la mer, s'étend vers Yura (aujourd'hui Sumoto) et arrive enfin dans le Shikoku.

## Séisme du Nankaidō
De nombreux tremblements de terre historiques, portent le nom de « Nankai » ou « Nankaido » comme épicentres spécifiques connus à l'époque. Les séismes prennent souvent le nom de l'ère japonaise avec l'emplacement de l'épicentre comme Nankaido. Il s'agit notamment des tremblements de terre suivants :
- Meiō Nankaidō (1498)
- Keichō Nankaidō  (1605)
- Ansei-Nankai (1854)
- Tōnankai (1944)
- Nankaido  (南海地震)) (1946), séisme de magnitude 8,4  à 4:19 [heure locale]. Tremblement de terre catastrophique sur le sud-ouest du Japon dans la zone de Nankai. Il est ressenti un peu partout dans les régions du centre et de l'ouest du pays. Le tsunami emporte 1 451 maisons, cause 1 500 morts au Japon, et est observé sur les marégraphes en Californie, à Hawaii et au Pérou[4].

## Sources
- Nussbaum, Louis-Frédéric and Käthe Roth. (2005). Japan encyclopedia. Cambridge: Harvard University Press.  (ISBN 0-674-01753-6 et 978-0-674-01753-5); OCLC 58053128
- Titsingh, Isaac. (1834). Annales des empereurs du Japon (Nihon ōdai ichiran). Paris: Royal Asiatic Society, Oriental Translation Fund of Great Britain and Ireland. OCLC 5850691